# キャンプ・スペイサー虐殺事件
キャンプ・スペイサー虐殺事件（キャンプ・スペイサーぎゃくさつじけん）とは、2014年6月12日にイラク・レバントのイスラム国（ISIL）がイラクのティクリートにあるキャンプ・スぺイサーへの攻撃でイラク人1095～1700人を殺害した事件。虐殺時、キャンプには5000～1万人の非武装の士官候補生がおり、ISILの戦闘員はシーア派と非イスラム教徒を選んで処刑した。これはアメリカ同時多発テロに次いで歴史上2番目の死者数を出したテロ行為である。
イラク政府はISILの虐殺を非難した。

## 攻撃
イラクの政治家ミシャン・アル・ジュボリによれば、虐殺の前に「キャンプの一部の上級士官が士官候補生に15日間の休暇を取り、私服を着て家族の元に行くように命じた」という。数人の生存者は後にキャンプの上級将校によってキャンプを強制退去させられたと証言した。別の死体の下で死んだふりをして夜に逃げたことで脱出に成功した生存者の1人、ハッサン・ハリルは「私達の上級士官がこの殺害の原因だ。彼らは私たちにスペイサーを去ることを強制した。彼らは私たちに部族によって守られている安全な通路があることを保証し、制服を着ないように言った」 と述べ、「彼らは私たちをISISに売った」と付け加えた。イラク政府と国営テレビはその話に反論し、彼らの安全を確保するために軍が危険なキャンプエリアに特殊部隊を既に派遣した後に士官候補生はキャンプから無理矢理脱出したとし、彼らはキャンプから出ないよう警告されていたと述べた。
攻撃の前にキャンプ・スペイサーを離れるよう命じられた400人の士官候補生が政府軍に逮捕され、行方不明になっている。
士官候補生がバグダード行きのバスを探して高速道路を歩いていると、10人の武装した男達が乗った2台のバスが彼らの近くに停車した。1台のバスは、サッダーム・フセインの異母兄弟であるサブアーウィ・イブラーヒーム・ハサン・アッ＝ティクリーティーの息子であるサバウィ・イブラヒム・アッ＝ティクリーティーが運転していた。ISILメンバーを乗せたバスがさらに数台到着し、士官候補生は銃を突きつけられて拉致され、アル・クソール・アルレアシヤ地域に連れていかれた。
ヒューマン・ライツ・ウォッチ（HRW）の緊急事態担当ディレクターであるピーター・ブカートは「ティクリートの写真と衛星画像は、さらなる調査が必要な恐ろしい戦争犯罪の強力な証拠となる。（ISIS）や他の暴力的な勢力は、イラク人と世界の目が注がれていることを知るべきだ」と述べた。
写真は、覆面をしたISIL戦闘員が士官候補生を縛ってトラックに乗せている様子が映されていた。他の写真は、ISIL戦闘員がアサルトライフルで横たわる数十人の士官候補生を殺害している様子が映され、ISILのプロパガンダ映像は、砂漠の集団墓地に並ぶ数百人の男性を撃っている様子が映されていた。一部の士官候補生は血で体を覆って死んだふりをし、夜に逃げ出した、生存者のアリ・フセイン・カディムは虐殺から逃れた後、ニューヨーク・タイムズに自分の体験を語っている。

## 余波

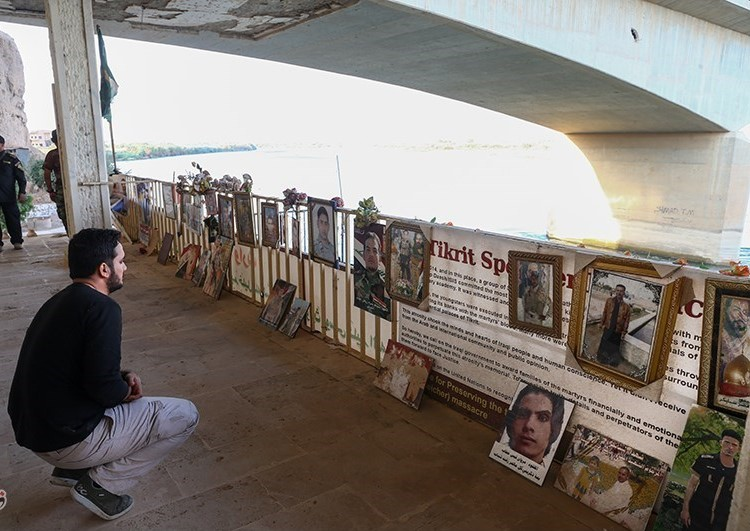
ティクリートの大統領宮殿の事件現場にあるキャンプ・スペイサー虐殺の死者の慰霊碑

イラク政府は、アラブ社会主義バアス党のメンバー57人がこの虐殺に参加したと発表した。写真は武装した男は全員がISIS出身であることを示していたが、政府は「何の疑いもなく、これらの犯罪者はすべて禁止されたバアス党出身者である」と述べた。国防相のSa'dunal-Dulaimiは、この虐殺は本質的には宗派間によるものではないと述べた。イラク軍のカシム・アッタ報道官は、キャンプ・スペイサーで行方不明になった士官候補生と兵士は1万1000人近くいると述べた。彼はまた、大統領官邸、アル＝ブ・アゲイル地域、およびバドゥーシュ刑務所の内部かその近くで宗派間の暴力によって数千人が処刑されたと述べた。
9月2日、殺害され行方不明になった士官候補生と兵士の家族100人以上がイラク議会に乱入し、3人の警備員を殴打した。1日後、議会で家族の代表者とサアドゥーン・アル＝ドゥレイミーが出席し、その他の軍関係者とともに虐殺について話し合うセッションが始まった。
9月16日、クルドのアサイシュはキルクーク南部での虐殺に関与した疑いのある4人を逮捕した。匿名の治安当局筋は「この作戦は、情報資料に頼って彼らを逮捕することで実行された」と述べた。
9月18日、イラク人権省は9月17日の時点で行方不明の兵士と士官候補生の総数は1095人であると発表し、最も一般的な数字である1700人の兵士が殺害されたことを否定した。同省はさらに「人権省はテロリスト集団ISILが我々の国民に対して行っている犯罪や侵害行為を記録するために、バグダッドや他の県の行方不明者の家族に配布された用紙の統計に頼っている」と付け加えた。イラク政府は、行方不明の士官候補生の家族に1000万ディナール（8600米ドルに相当）を支払うよう命じた。
2015年4月上旬にイラク軍がティクリートでISILに勝利した後、一部の殺害された士官候補生の遺体が入った集団墓地が発見され、腐敗した遺体の発掘が始まった。虐殺の容疑者のうち2人は2015年12月にフィンランドのフォルッサで逮捕された。容疑者は11人の男性の処刑が行われたISILのプロパガンダ映像から特定された。警察は男がフィンランドに亡命を申請したかどうかを明らかにしなかった。2016年12月13日、24歳の双子は、非武装の士官候補生を殺害した疑いで殺人罪と戦争犯罪を犯した罪および「テロ目的を持った加重暴行罪」で起訴された。彼らは2017年5月にピルカンマー地方裁判所で無罪判決を受けた。検察が判決を不服として上訴したが、2020年2月にトゥルク控訴裁判所は、虐殺への兄弟の関与を示す証拠がないことを理由に無罪判決を出した。
2016年8月、36人の男が虐殺に加担したとして絞首刑で処刑された。2016年9月6日、カタイブ・アル・イマーム旅団によって、虐殺で殺された30人以上の遺体を含む3つの集団墓地が発見された 。2017年8月、虐殺に関与したとして27人が死刑判決を受け、さらに25人が証拠不十分で釈放された。